# Songbird
Songbird är en fri mediaspelare och en webbläsare utvecklad av en grupp känd som Pioneers of the Inevitable, med medlemmar som tidigare agerat utvecklare för både Winamp och Yahoo! Music Jukebox, med det konstaterade målet att "inkubera Songbird, den första webbspelaren, att katalysera och bemästra en varierad, öppen mediawebb."
Songbird kör på Mozillas XULRunner-plattform, och kan därför köras i Windows, Mac OS, Solaris och Linux. På Windows och Macintosh-plattformarna använder Songbird VLC för att spela upp media. I Linux och Solaris använder Songbird GStreamer istället för VideoLAN. Klienten Qtrax är baserad på Songbird.